# 切吉乡
切吉乡，是中华人民共和国青海省海南藏族自治州共和县下辖的一个乡镇级行政单位。

## 行政区划
切吉乡下辖以下地区：
社区、东科村、塔秀村、哇合村、祁加村、新村、莫合村、加什科村和乔夫旦村。